# The World, the Flesh and the Devil
The World, the Flesh and the Devil – brytyjski film z 1914 roku. Pierwszy fabularny pełnometrażowy film nakręcony w kolorze. Zrealizowano go techniką zwaną Kinemacolor.